# L'ultima danza di Tatiana
L'ultima danza di Tatiana (Das verwunschene Schloß) è un film muto del 1918 diretto da Otto Rippert.

## Produzione
Il film fu prodotto dalla Decla-Film-Gesellschaft Holz & Co.

## Distribuzione
Uscì nelle sale cinematografiche tedesche nel maggio 1918. In Italia, distribuito dalla Delta Bioscoph con il visto di censura 18657 del settembre 1923, prese il titolo L'ultima danza di Tatiana.